# Vlasta Gallerová
Vlasta Křížová Gallerová (* 21. července 1942 Praha) je česká dramaturgyně a pedagožka. Působila především ve Východočeském divadle v Pardubicích, v Divadle F. X. Šaldy a Realistickém divadle Z. Nejedlého v Praze, nynějším Švandově divadle. V současnosti učí na VOŠ při Konzervatoři Jaroslava Ježka studenty oboru Tvorba textu a scénáře. Jejím manželem je divadelní režisér Karel Kříž (*1941).

## Život
Po střední škole nemohla z politických důvodů pokračovat ve studiích a po značném úsilí získala práci v podniku Aritma Vokovice. Později se jí podařilo získat místo klapky u filmu. Díky politickému uvolnění v 60. letech mohla studovat obor Dějiny a teorie divadla na Filozofické fakultě Univerzity Karlovy, který úspěšně dokončila v roce 1966.
Již během studií se pohybovala v divadelním prostředí a po studiích našla rychle uplatnění v oblasti divadla. Začala jako lektorka dramaturgie ve Východočeském divadle v Pardubicích. V roce 1969 nastoupila po Zdeňku Hořínkovi jako dramaturgyně do libereckého Divadla F. X. Šaldy, kde setrvala až do roku 1980. Tam se také setkala s divadelním režisérem Karlem Křížem, který se později stal jejím manželem. Společně zrealizovali mnoho úspěšných inscenací, například hru Petera Shaffera Amadeus.
Mezi lety 1980 a 2008 byla dramaturgyní Realistického divadla Z. Nejedlého v Praze, v roce 1991 přejmenovaného na Divadlo Labyrint a 2002 na Švandovo divadlo, ale pracovala i na dalších projektech. Dramaturgicky se podílela na více než 70 inscenacích. V rámci kolektivu v Realistickém divadle se v roce 1989 aktivně podílela na Sametové revoluci.
Od roku 1998 do současnosti působí jako pedagožka. Přednášela na Divadelní fakultě Akademie múzických umění v Praze a v současnosti vyučuje předměty tvorba scénáře a dramaturgie v rámci oboru Tvorba textu a scénáře na VOŠ při Konzervatoři Jaroslava Ježka.